# 双橋駅 (杭州市)
双橋駅（そうきょうえき）は、中華人民共和国浙江省杭州市蕭山区站文街と新城路の交差点に位置する杭州地下鉄5号線の駅である。

## 歴史
- 2020年4月3日：開業[1]。

## 駅構造
島式ホーム1面2線を有する地下駅。

### のりば
| 番線   | 路線    | 行先                       |
| ------ | ------- | -------------------------- |
| 西方面 | ■ 5号線 | 火車南站・城站・南湖東方面 |
| 東方面 | ■ 5号線 | 姑娘橋方面                 |

## 駅周辺
- 蕭山区第三高級中学

## 隣の駅
杭州地下鉄
■ 5号線
火車南站駅 - 双橋駅 - 姑娘橋駅